# BJK Architekci

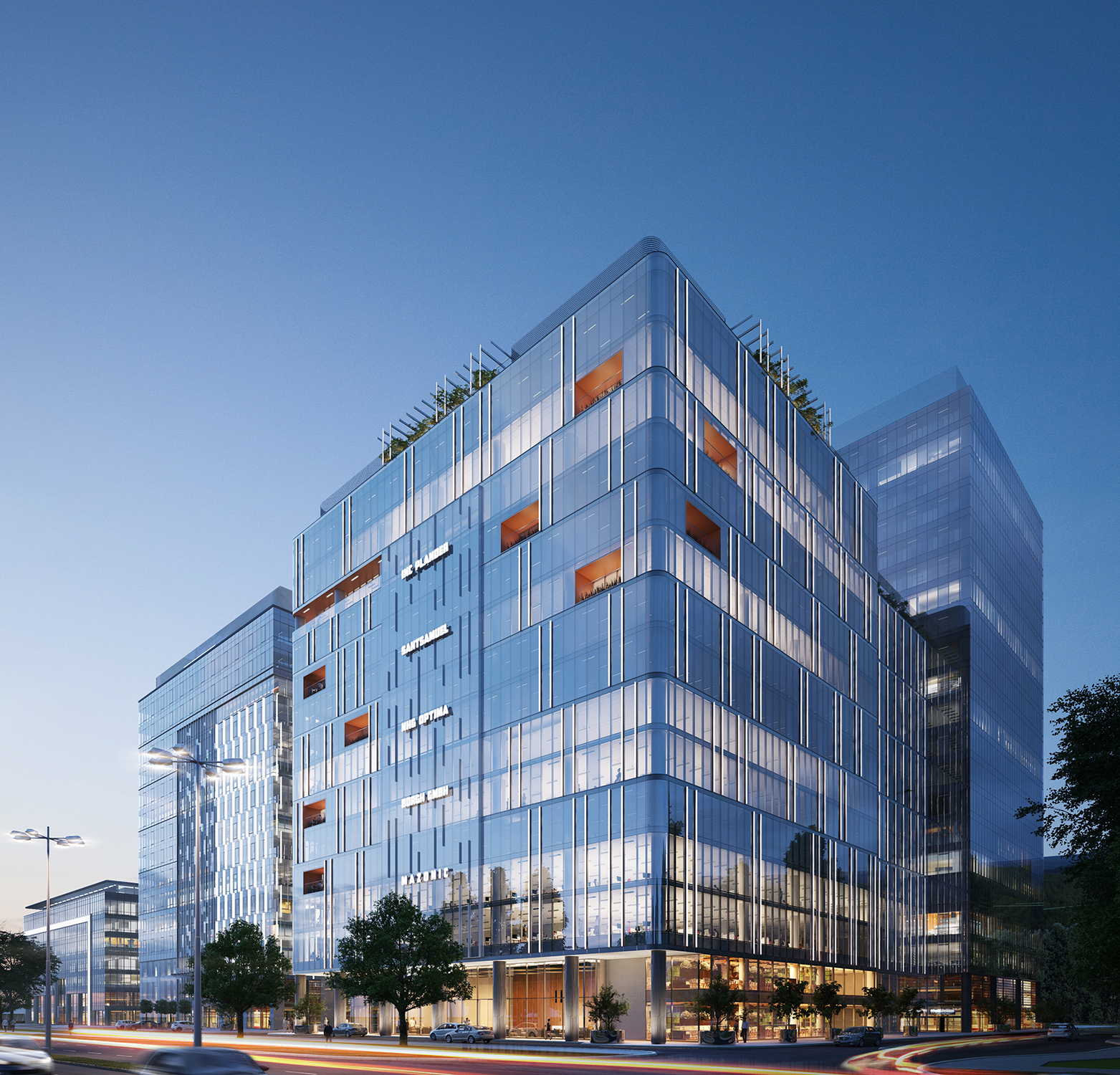
Olivia Business Centre, budynek Olivia Prime A

BJK Architekci Sp. z o.o. – polska pracownia architektoniczna założona w 1994 roku w Gdyni. Działalność obejmuje kompleksową obsługę projektową oraz koordynacje międzybranżową w zakresie architektury oraz wnętrz. Biuro znane jest z realizacji projektów o podwyższonym standardzie oraz wieloetapowych założeń biurowo-usługowych.

## Zespół
Założycielami biura są Tomasz Maciej Janiszewski, Jarosław Bąkowski, Dariusz Kazimierczak. Od 1998 roku Tomasz Janiszewski zarządza biurem samodzielnie.
Zespół współtworzy ponad 20 dyplomowanych architektów z wieloletnim doświadczeniem zawodowym.

## Najważniejsze Projekty
- Olivia Business Centre, w tym najwyższy budynek w Polsce północnej Olivia Star.
- Silver House – zespół mieszkalno-usługowy w Gdyni.
- Pomorzany – mechaniczno-biologiczna oczyszczalnia ścieków w Szczecinie (2010 Budowa Roku w konkursie PZITB nagroda I stopnia).
- Altus – zespół mieszkalno-usługowy w Gdyni (2012 Budowa Roku w konkursie PZITB nagroda II stopnia).
- Jaśkowa Dolina – apartamenty w Gdańsku (2013 Budowa Roku w konkursie PZITB nagroda I stopnia).
- Budynek biurowy PROKOM (2004 Nagroda „Czas Gdyni” najlepsza inwestycja roku).

## Nagrody BJK Architekci

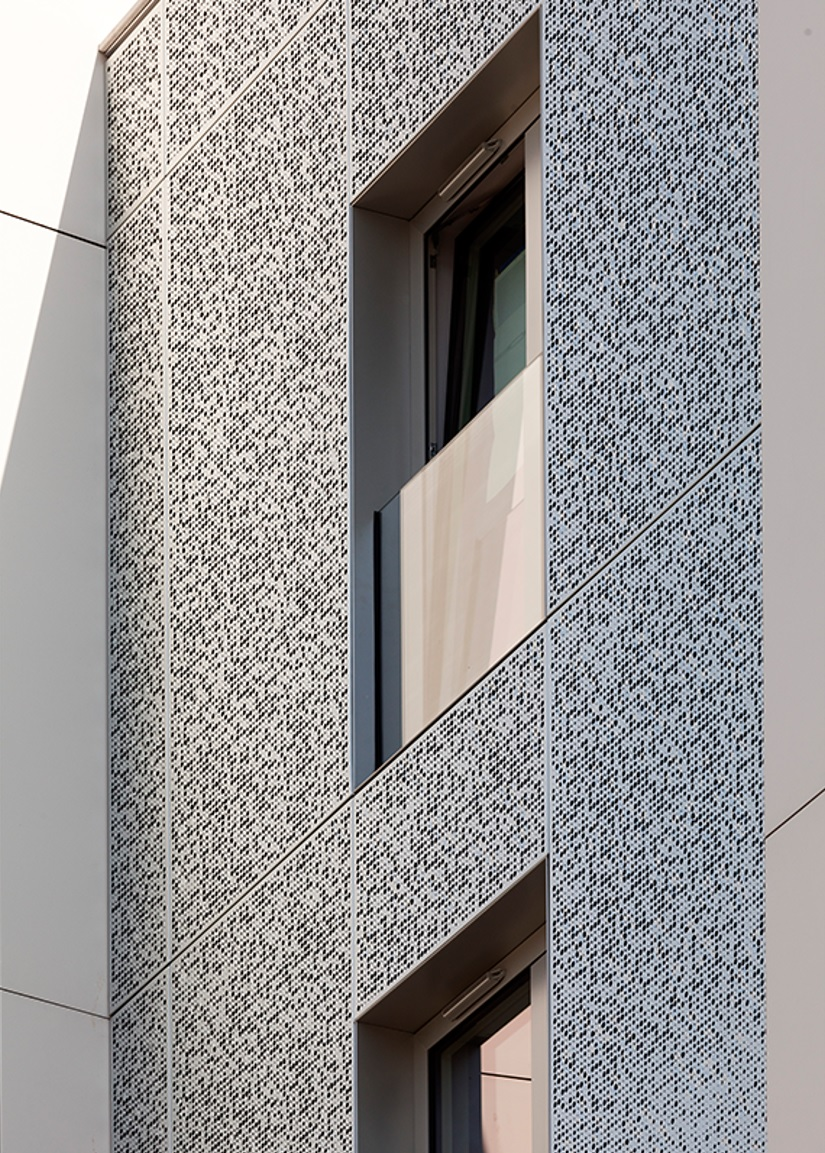
Silver House przy ul. Zygmunta Augusta w Gdyni

- I nagroda dla Olivia Prime – najlepszy biurowiec w Europie środkowo-wschodniej 2018
- Nominacja do Prime Property Prize – Olivia Star 2018
- Diament Forbesa – pomorskie 2016[2]
- Nominacja do tytułu Inwestycji Roku w Pomorskich Sztormach 2015 – Olivia Business Centre 2016
- I nagroda dla Olivia Six – najlepszy biurowiec w Europie Środkowej i Wschodniej CEE Shared Services and Outsourcing 2016
- Nominacja w konkursie Property Prize 2015 jako najlepsza inwestycja biurowa w Polsce – Olivia Six 2015
- Nagroda Roku SARP w kategorii dom mieszkalny wielorodzinny za obiekt Silver House, Gdynia 2015[3]
- I nagroda „Czas Gdyni" najlepszy projekt roku – budynek biurowo-usługowy Enter 2015
- Nominacja do tytułu Biurowca Roku w konkursie portalu e-biurowce.pl – Olivia Four 2014
- Nominacja w plebiscycie Pomorskie Sztormy – Olivia Four, czwarty z budynków Olivia Business Centre 2014
- I nagroda  Budowa roku w konkursie PZITB (nagroda I stopnia) – Apartamenty Jaśkowa Dolina w Gdańsku przy ul. Jaśkowa Dolina 2013
- I miejsce w konkursie architektonicznym na budynek biurowo-usługowy Enter w Gdyni przy ul. Śląskiej 2013
- I nagroda – zwycięzca plebiscytu Najlepsza Inwestycja w Gdańsku, Apartamenty Jaśkowa Dolina, Gdańsk 2013
- II nagroda – Budowa Roku w konkursie PZITB (nagroda II stopnia) – budynek biurowy z usługami w parterze Olivia Point&Tower w Gdańsku przy ul. Grunwaldzkiej 2013
- I nagroda „Czas Gdyni” najlepsza inwestycja roku – zespół mieszkalno-usługowy ALTUS w Gdyni przy ul. Legionów 2012
- II nagroda Budowa Roku w konkursie PZITB (nagroda II stopnia) – zespół mieszkalno-usługowy ALTUS w Gdyni przy ul. Legionów 2012
- I nagroda – Budowa Roku w konkursie PZITB (nagroda I stopnia) – mechaniczno-biologiczna oczyszczalnia ścieków „Pomorzany” w Szczecinie 2010
- Wyróżnienie Platynowe Wiertło – apartamenty w Orłowie, Gdynia Orłowo ul. Króla Jana III 2010
- I nagroda – najlepsza inwestycja roku Sopot – zespół mieszkaniowy Karlikowski Młyn 2005
- I nagroda „Czas Gdyni” najlepsza inwestycja roku – budynek biurowy PROKOM 2004
- Wyróżnienie „Czas Gdyni” – najlepsza inwestycja roku, budynek mieszkalno-usługowy przy placu Kaszubskim 2001

## Siedziba

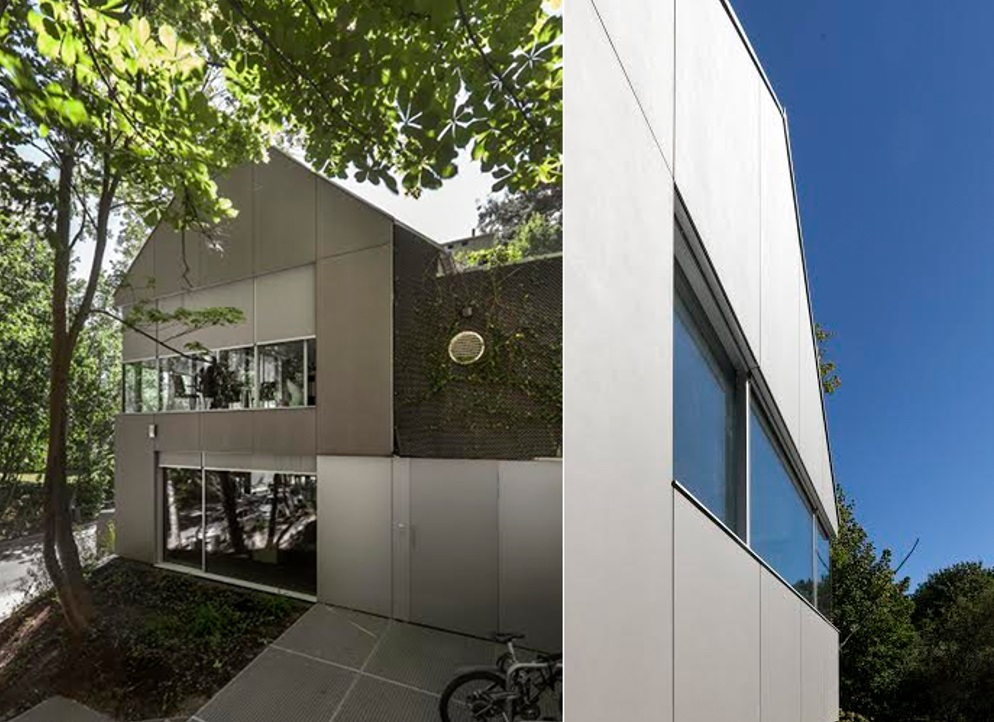
Siedziba BJK Architekci

Siedziba biura znajduje się w Gdyni przy ulicy Bolesława Prusa. Budynek jest w całości zaprojektowany przez zespół BJK Architekci.